# روي فولكنير
روي فولكنير (بالإنجليزية: Roy Faulkner)‏ (28 يونيو 1935 في المملكة المتحدة - ) هو لاعب كرة قدم بريطاني في مركز مهاجم داخلي. لعب مع مانشستر سيتي ونادي والسول ونادي تلفورد يونايتد.